# Allium triquetrum
Allium triquetrum (conocido como lágrimas de la virgen y "ajete") es una especie  perteneciente a la familia de las amarilidáceas.

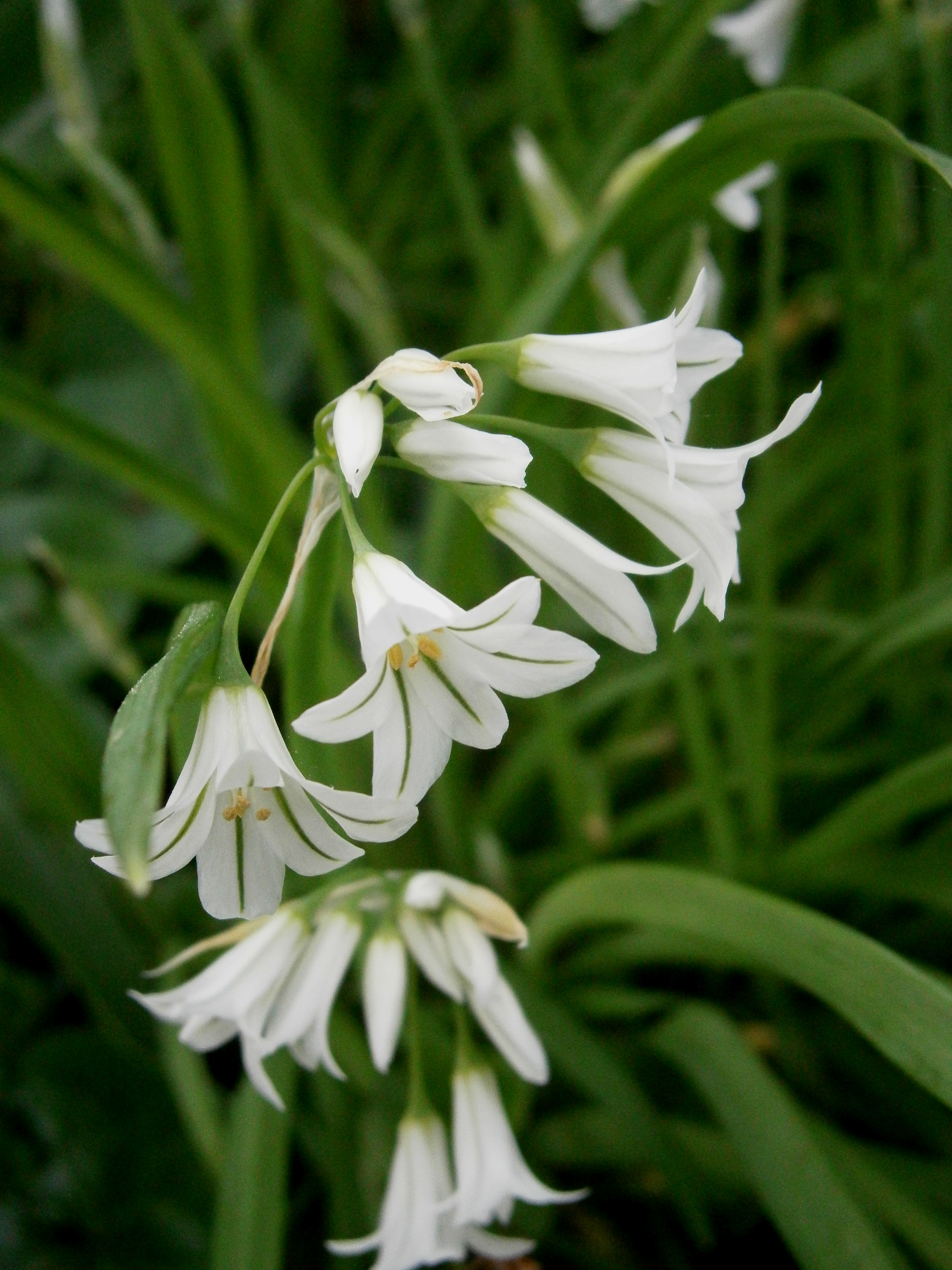
Inflorescencia

## Descripción
Planta bulbosa perenne, glabra, con tallo de 10-45 cm de alto y 3 cantos afilados y un fuerte olor a ajo. Bulbo de 1,5 cm de grosor aproximadamente, con envoltura membranosa. Hojas en número de 1-3 basales, planas, casi tan largas como el tallo y de hasta 17 mm de ancho. Umbela en la base con 2 brácteas involucrales cortas, floja, normalmente vuelta hacia un lado con 3-15 flores acampanadas que cuelgan. Pétalos blancos con nervio medio ancho y verde, puntiagudos, de 10-18 cm de largo y 2-5 mm de ancho. Estambres internos.

## Distribución y hábitat
Mediterráneo central, Mediterráneo occidental, Canarias, Madeira, noroeste de África. Naturalizada en Europa occidental y en el Mediterráneo oriental. También de tallo de 3 cantos es el Allium pendulinum, planta humilde, de flores rectas o algo colgantes, pétalos planos y frecuentemente trinervados y que habita en el Mediterráneo central. Habita en lugares húmedos y sombríos. Florece en invierno y primavera.

## Taxonomía
Allium triquetrum fue descrita por  Carlos Linneo y publicado en Species Plantarum 300, en el año 1753
Etimología
Allium: nombre genérico muy antiguo. Las plantas de este género eran conocidos tanto por los romanos como por los griegos. Sin embargo, parece que el término tiene un origen celta y significa "quemar", en referencia al fuerte olor acre de la planta. Uno de los primeros en utilizar este nombre para fines botánicos fue el naturalista francés Joseph Pitton de Tournefort (1656-1708).
triquetrum: epíteto latino que significa "con tres ángulos".
Citología
Número de cromosomas de Allium triquetrum (Fam. Liliaceae) y táxones infraespecíficos: n=9; 2n=18
Sinonimia
- Briseis triquetra (L.) Salisb., Gen. Pl.: 93. 1866, nom. inval.
- Allium triquetrum var. typicum Regel, Trudy Imp. S.-Peterburgsk. Bot. Sada 3(2): 223. 1875, nom. inval.
- Allium triquetrum f. normale Maire & Weiller, in Fl. Afr. Nord 5: 292. 1958, nom. inval.
- Allium medium G.Don, Mem. Wern. Nat. Hist. Soc. 6: 88. 1827.
- Allium opizii Wolfner, Lotos 4: 176. 1854.
- Allium triquetrum var. bulbiferum Batt. & Trab., Fl. Algérie (J.A.Battandier & al.) 1(2): 57. 1895.[7]

## Nombre común
- Español: ajetes rizados, lágrimas de la Virgen.[8]